# Rampage : Hors de contrôle
Pour plus de détails, voir Fiche technique et Distribution.
Rampage : Hors de contrôle (Rampage), ou Ravages au Québec, est un film de science-fiction américain réalisé par Brad Peyton, sorti en 2018. Il s'inspire du jeu vidéo du même nom créé en 1986 pour bornes d'arcade.
Le film suit Davis Okoye qui est un primatologue qui préfère se tenir à l'écart des hommes. Il partage un lien inébranlable avec George, un gorille albinos extraordinairement intelligent, qu'il côtoie presque depuis la naissance de l'animal. Leur relation va cependant être perturbée par une expérience génétique ratée (CRISPR-cas9) qui transforme George en un monstre furieux. Deux autres prédateurs (un loup et un crocodile) ont également subi les modifications génétiques. Ces créatures vont alors tout ravager sur leur passage dans la ville de Chicago. Davis va alors faire équipe avec une généticienne pour administrer un antidote aux animaux. Il va tenter d'arrêter cette catastrophe mondiale en essayant de sauver George.

## Synopsis
La station spatiale Athena-1, de la compagnie Energyne, est au bord de l'explosion, à la suite de la fuite d'un rat de laboratoire génétiquement modifié et destructeur. La dernière survivante, l'astronaute Kerry Atkins (Marley Shelton), parvient à s'échapper à bord d'une navette de secours, avec à son bord des capsules contenant l'agent pathogène responsable des mutations (que la directrice d'Energyne lui avait ordonné de rapporter). Mais la navette explose en rentrant dans l'atmosphère, créant une pluie d'étoiles filantes et de débris au-dessus des États-Unis.
Au San Diego Wildlife Sanctuary, le primatologue Davis Okoye (Dwayne Johnson), solitaire et misanthrope, fait visiter à de nouveaux employés l'enclos des gorilles. Il leur présente George, un gorille mâle albinos, à qui il a appris la langue des signes. George se révèle très intelligent, voire farceur. La nuit suivante, les débris de la navette d'Energyne s'écrasent aux États-Unis : une des capsules de gaz atterrit dans le Wyoming, exposant un loup au pathogène ; une autre dans le parc des Everglades, où elle est avalée par un crocodile ; et une troisième dans l'enclos de George, qui respire l'agent toxique.
Le lendemain, Davis découvre un George dont la taille a doublé et dont l'agressivité est exacerbée (il a tué un grizzli dans l'enclos avoisinant). La nouvelle concernant George fait le tour des médias, et arrive jusqu'à la docteure Kate Caldwell (Naomie Harris), qui se rend au zoo. Elle explique à Davis que la substance ayant contaminé George a été conçue par son équipe au sein de Energyne. Ses recherches avancées sur les CRISPR lui ont permis de mettre au point cet agent qui, plutôt que de faire muter un par un les gènes, permet une mutation générale et accélérée de l'ensemble du génome ; cette mutation étant une combinaison de gènes de différents animaux. George, devenu instable et très agressif, brise sa cage, s'échappe et sème la panique dans le parc. Davis parvient à le calmer et à éviter une confrontation avec la police, mais une agence gouvernementale arrive sur les lieux et sédate George.
De leur côté, la froide PDG d'Energyne Claire Wyden (Malin Åkerman) et son frère inapte Brett (Jake Lacy) ont suivi par satellite la chute des débris et cherchent à remettre la main sur ces échantillons, avant que l'on remonte jusqu'à eux et découvre ainsi leurs recherches véreuses. Ils envoient au Wyoming une équipe de mercenaires, qui retrouvent la capsule percée et donc vide de son agent mutant. Ils trouvent le loup ayant muté : celui-ci est devenu un loup géant et invulnérable, qui décime sans difficulté les mercenaires impuissants qui lui tirent dessus, sous les caméras des Wyden.
Davis et Kate, menottés, font la connaissance de l'agent Harvey Russell (Jeffrey Dean Morgan), du gouvernement, qui les fait monter avec George sous sédatif à bord d'un avion afin de les ramener au quartier général. Dans ses recherches sur eux, il apprend que Davis est un vétéran de l'armée américaine, qui faisait partie d'un commando de contre-braconnage ; tandis que Kate a menti à Davis en disant qu'elle est employée par Energyne : elle en a été licenciée de l'entreprise depuis deux ans et a fait de la prison, pour avoir tenté de voler des données secrètes. Ces révélations brisent la confiance de Davis en Kate.
Afin de récupérer George et « Ralph » (surnom donné par les médias au loup du Wyoming), Claire décide d'utiliser les ondes radios : un des gènes mutants est celui de la chauve-souris, rendant les animaux sensibles à des sons d'une certaine fréquence. En émettant via les puissantes antennes de la Willis Tower d'Energyne, Claire diffuse sur tout le pays des ondes attirant les animaux mutants à Chicago et amplifiant leur agressivité (sans aucune considération pour les dégâts humains qu'ils vont engendrer une fois dans la ville). Ralph commence à traverser les États-Unis. George se réveille, réagit violemment, s'échappe de sa cage et fait s'écraser l'avion. Davis, Kate et Russell parviennent à se parachuter, constatent que George a survécu à l'écrasement et s'est enfui. Russell entreprend de contacter son agence. Davis et Kate se confient l'un à l'autre. Davis apprend à Kate qu'il a sauvé George d'une bande de braconniers (qu'il a ensuite tuée), expérience qui a noué un très fort lien avec George mais a laissé à Davis une aversion profonde pour le genre humain. Kate lui apprend que les données qu'elle a volées et tenté de publier d'Energyne avaient pour but de révéler leurs malversations illégales : alors qu'elle pensait travailler sur un programme permettant de guérir le cancer, elle a fini par découvrir que le programme était celui d'une arme biologique, et que les intentions des Wyden n'étaient absolument pas bénéfiques. Elle a été incarcérée à tort et son frère est mort d'un cancer, sans qu'elle puisse le guérir.
Une fois à la base Scott AFB de l'armée de l'air, Davis et Kate tentent en vain de faire renoncer le colonel Blake (Demetrius Grosse (en)) d'utiliser les armes contre les monstres, ceux-ci y étant insensibles, expliquant qu'il est possible de trouver un antidote à cette mutation. Ils parviennent à s'échapper en volant un hélicoptère médical, avec l'aide de Russell qui se range de leur côté, et se rendent à Chicago pour récupérer l'antidote auprès d'Energyne. George et Ralph échappent à l'armée qui constate leur invincibilité face aux armes conventionnelles, et qui décrète l'évacuation de Chicago. Arrivés dans la ville, rendus agressifs et obnubilés par le signal vers lequell ils sont attirés, ils sèment le chaos et la terreur dans la ville. À la surprise générale de l'armée et de Davis et Kate, le crocodile des Everglades, qui a suivi le signal radio et n'avait pas été repéré, émerge de la rivière et se joint au carnage.
L'armée, surpassée, décide de faire appel à des MOABs pour bombarder le quartier évacué. Davis et Kate arrivent dans les locaux d'Energyne et trouvent des fioles d'antidote, mais sont surpris par Claire et Brett, pistolet au poing. Claire leur apprend que l'antidote n'est pas complet : il stoppe l'agressivité exacerbée mais n'annule pas les autres effets. Elle tire sur Davis (qui survit) et prend Kate en otage. Au sommet de la tour, ils ne parviennent pas à prendre l'hélicoptère car George est arrivé au sommet et détruit tout autour de lui. Kate et Davis parviennent à retourner la situation avec Claire, celle-ci se fait manger (avec dans son sac à main une fiole d'antidote) par George. Brett, ayant fui avant, est rattrapé sur son chemin par Russell qui lui récupère son ordinateur, contenant tous les éléments incriminant les Wyden, avant de se faire écraser par des débris.
La tour, trop endommagée, s'effondre. Davis et Kate survivent grâce à l'hélicoptère qu'ils parviennent à faire atterrir en catastrophe. George ayant survécu à l'effondrement, a assimilé l'antidote, est redevenu calme et reparle en signes avec Davis. Ralph et le crocodile, qui étaient aussi sur la tour, ont également survécu. George et Davis restent sur place pour combattre les monstres, tandis que Kate va chercher le moyen de faire annuler le bombardement et retrouve Russell, qui convainc l'armée de retenir les bombes et de suivre l'affrontement des monstres. Davis parvient à faire tomber Ralph dans la gueule du crocodile, où il se fait décapiter. Mais ce dernier est beaucoup trop gros et résistant pour Davis, malgré ses tirs d'un hélicoptère Apache et ses grenades, et pour George, qui finit par se faire empaler sur un fer à béton. Au moment où Davis va être mangé par la bête, George parvient à le vaincre en lui transperçant un œil avec la barre de fer. Devant ce combat et voyant George redevenu paisible, l'armée annule le bombardement. George survit à ses blessures, et lui, Davis devenu plus sensible, Kate et Russell se rendent au secours des habitants.

## Fiche technique
- Titre original : Rampage
- Titre français : Rampage : Hors de contrôle
- Titre québécois : Ravages
- Réalisation : Brad Peyton
- Scénario : Ryan Condal (en), Carlton Cuse, Ryan Engle et Adam Sztykiel (en)
- Musique : Andrew Lockington
- Direction artistique : Laurel Bergman, Drew Monahan et Mark Walters
- Décors : Barry Chusid
- Costumes : Melissa Bruning
- Photographie : Jaron Presant
- Montage : Bob Ducsay et Jim May
- Production : Beau Flynn, Hiram Garcia, Dwayne Johnson, Brad Peyton et John Rickard
- Producteurs délégués : Jeffrey Fierson, Dany Garcia et Marcus Viscidi
- Sociétés de production : New Line Cinema, ASAP Entertainment, Wrigley Pictures, Flynn Picture Company et Seven Bucks Entertainment
- Société de distribution : Warner Bros. (États-Unis), Sony Pictures Releasing (France)
- Budget : 120 millions de dollars
- Pays de production :  États-Unis
- Langue originale : anglais
- Format : couleurs – 2,35:1 – 35 mm, cinéma numérique — son Dolby Digital
- Genre : science-fiction, action
- Durée : 107 minutes
- Dates de sortie  :  
  - États-Unis : 13 avril 2018
  - France : 2 mai 2018
- Classification :
  - États-Unis : PG-13 (les enfants de moins de 13 ans doivent être accompagnées d'un adulte ou d'un tuteur)
  - France : tout public avec avertissement lors de sa sortie en salles et déconseillé aux moins de 10 ans à la télévision

## Distribution
- Dwayne Johnson (VF : Guillaume Orsat ; VQ : Benoît Rousseau) : Davis Okoye, primatologue
- Naomie Harris (VF : Annie Milon ; VQ : Pascale Montreuil) : Dr Kate Caldwell, généticienne et biochimiste
- Malin Åkerman (VF : Marie-Eugénie Maréchal ; VQ : Camille Cyr-Desmarais) : Claire Wyden, co-PDG d'Energyne
- Jeffrey Dean Morgan (VF : Lionel Tua ; VQ : Daniel Picard) : agent Harvey Russell de l'OGA (Other Governement Agency), AAG dans la version française (Autre Agence Gouvernementale)
- Jake Lacy (VF : Damien Ferrette ; VQ : Alexandre Fortin) : Brett Wyden, co-PDG d'Energyne
- Joe Manganiello (VF : Rémi Bichet ; VQ : Patrick Chouinard) : Burke, commandant mercenaire
- Marley Shelton (VF : Karine Texier ; VQ : Geneviève Désilets) : Dr Kerry Atkins, astronaute
- P. J. Byrne (VF : Laurent Morteau ; VQ : Philippe Martin) : Nelson
- Demetrius Grosse (en) (VF : Frantz Confiac ; VQ : Fayolle Jean Jr.) : colonel Blake
- Jack Quaid (VF : Jim Redler ; VQ : Maël Davan-Soulas) : Connor
- Breanne Hill (en) (VF : Laetitia Coryn ; VQ : Catherine Brunet) : Amy
- Matt Gerald : Zammit
- Will Yun Lee : agent Park du FBI
- Urijah Faber : Garrick
- Bruce Blackshear (VF : Diouc Koma) : Taylor
- Jason Liles : George, gorille albinos (non crédité)

 Source et légende : version française (VF) sur RS Doublage et selon le carton du doublage français cinématographique ; version québécoise (VQ) sur Doublage.qc.ca

## Production

### Genèse et développement
En 2009, Warner Bros Pictures acquiert les droits d'adaptation du jeu vidéo Rampage pour 33 millions de dollars. En novembre 2011, il est annoncé que le projet de film en prise de vues réelle est finalement en développement chez New Line Cinema, avec John Rickard comme producteur. En mars 2012, The Hollywood Reporter révèle que New Line a chargé Ryan Engle d'écrire le scénario du film.
Beau Flynn rejoint la production du film via sa société FlynnPictureCo. ; il est rejoint à la production par Dwayne Johnson et Dany Garcia de Seven Bucks Productions. En juillet 2015, il est rapporté que New Line est en négociations avec le réalisateur Brad Peyton, et que le film mettra en scène un gorille, un crocodile et un loup. En novembre 2016, Brad Peyton évoque un film qui sera « plein d'émotions, un petit peu plus effrayant et un petit peu plus crédible que ce que vous pensez ».

### Attribution des rôles
En juin 2015, Deadline rapporte que Dwayne Johnson sera la tête d'affiche du film. Il retrouve ainsi New Line et le producteur Beau Flynn après notamment Voyage au centre de la Terre 2 : l'Île mystérieuse (2012).
En novembre 2016, deux pétitions sont créées pour que Amon Amarth et Judas Priest apparaissent dans le film.

### Tournage
Le tournage débute le 17 avril 2017.

## Accueil

### Accueil critique
Sur le site Rotten Tomatoes, le film a obtenu un taux d'approbation de 52 %, basé sur 239 commentaires et une moyenne de 5,4⁄10. Le consensus critique du site Web se lit comme suit: "Rampage n'est pas aussi amusant que son matériel source, mais l'abandon du film par pur brassage de boutons pourrait satisfaire le public de bonne humeur pour un blockbuster sans cervelle". Il est devenu l'action en direct la mieux commentée, film de jeu vidéo dans l'histoire du site jusqu'à la sortie de Pokémon : Détective Pikachu l'année suivante. Sur Metacritic, le film a un score de 45⁄100 basé sur 46 critiques, indiquant "des critiques mitigées ou moyennes". Les spectateurs interrogés par CinemaScore ont attribué au film une note moyenne de "A−" sur une échelle de A + à F, tandis que PostTrak (en) a rapporté que les spectateurs des films adultes et enfants lui ont attribué des scores globaux positifs respectifs de 90 % et 86 %.
En France, sur Allociné, le film obtient une note de 2,3⁄5 à partir de l'interprétation de 18 critiques de presse collectées.

### Box-office
| Pays ou région    | Box-office      | Date d'arrêt du box-office | Nombre de semaines |
| ----------------- | --------------- | -------------------------- | ------------------ |
| États-Unis Canada | 101 028 233 $   | -                          | -                  |
| France            | 770 000 entrées | -                          | -                  |
| Total mondial     | 428 028 233 $   | -                          | -                  |

## Autour du film

### Adaptation
Le film a inspiré à son tour un jeu d'arcade, hommage au jeu original.